# Francis Marindin
Francis Arthur Marindin, né le 1er mai 1838 à Weymouth et mort le 21 avril 1900 à Knightsbridge, servit dans les Royal Engineers et fut un des pionniers dans le développement du football. Il fut honoré du titre de chevalier commandeur de l'ordre de Saint-Michel et Saint-George pour les services rendus.

## Biographie
Né à Weymouth, dans le Dorset, il fut le second fils du Rev. S. Marindin of Chesterton, Shropshire. Il étudia au Eton College et à l’Académie royale militaire de Woolwich.
Marindin fut envoyé en service dans la Guerre de Crimée (1854-1856) et fut membre du Board of Trade Railway Inspectorate, un poste qu’il occupa même après avoir quitté l’armée. Il est crédité d’avoir fondé l’équipe des Royal Engineers de football, en 1869, équipe qui a remporté la Coupe d'Angleterre de football 1874-1875. Il se retira des Royal Engineers en 1879 au rang de Major.
En tant que footballeur, Marindin joua la première finale de la Coupe d'Angleterre de football 1871-1872, en tant que défenseur, qu’il perdit. En même temps, il fut élevé au rang de Capitaine dans la British Army and Royal Marines. L’équipe perdit une nouvelle finale en 1874, mais remporta la finale 1875. Dans chaque finale, Marindin joua comme titulaire.
Marindin devient le président de la Fédération anglaise de football (The Football Association) de 1874 à 1879. En tant qu’arbitre, il arbitra les finales des coupes d’Angleterre 1880 et de 1884 à 1890. Il est connu sous le surnom de "The Major".
Il devint un inspecteur au sein du Board of Trade en 1875, devenant ensuite Grand inspecteur au sein de la compagnie en 1895. Son travail consiste à voyager dans le pays pour tester et inspecter les chemins de fer afin de garantir une sécurité avant leur usage. En 1899, il soumit un rapport sur les accidents des ouvriers du chemin de fer, qui permit d’améliorer les conditions de travail et de sécurité sur le chemin de fer britannique.
Il aida au développement de l’électricité à Londres et fut décoré en 1897. Il meurt à soixante-et-un ans, le 21 avril 1900 à son domicile, à Hans Crescent, London S.W.